# Advanced Microcontroller Bus Architecture

Sincronisme AMBA AXI.

L'Advanced Microcontroller Bus Architecture (amb acrònim anglès AMBA) és una especificació d'interconnexió en xip d'estàndard obert per a la connexió i gestió de blocs funcionals en dissenys de sistema en xip (SoC). Facilita el desenvolupament de dissenys multiprocessador amb un gran nombre de controladors i components amb una arquitectura de bus. Des dels seus inicis, l'abast d'AMBA, malgrat el seu nom, ha anat molt més enllà dels dispositius microcontroladors. Avui dia, AMBA s'utilitza àmpliament en una sèrie de peces ASIC i SoC, inclosos els processadors d'aplicacions utilitzats en dispositius mòbils portàtils moderns com els telèfons intel·ligents. AMBA és una marca registrada d'ARM Ltd.
ARM va ser introduït per ARM el 1996. Els primers autobusos AMBA van ser el Advanced System Bus (ASB) i el Advanced Peripheral Bus (APB). A la seva segona versió, AMBA 2 el 1999, ARM va afegir AMBA High-Performance Bus (AHB) que és un protocol de rellotge únic. L'any 2003, ARM va presentar la tercera generació, AMBA 3, que inclou la interfície eXtensible avançada (AXI) per assolir una interconnexió de rendiment encara més gran i l'Advanced Trace Bus (ATB) com a part de la solució de traça i depuració en xip CoreSight. El 2010 es van introduir les especificacions AMBA 4 començant amb AMBA 4 AXI4, després el 2011 ampliant la coherència a tot el sistema amb AMBA 4 AXI Coherency Extensions (ACE). El 2013 es va introduir l'especificació AMBA 5 Coherent Hub Interface (CHI), amb una capa de transport d'alta velocitat redissenyada i funcions dissenyades per reduir la congestió. Aquests protocols són avui l'estàndard de facto per a les arquitectures de bus de processadors incrustats perquè estan ben documentats i es poden utilitzar sense drets d'autor.
Un aspecte important d'un SoC no és només quins components o blocs allotja, sinó també com s'interconnecten. AMBA és una solució perquè els blocs s'interfacin entre ells.
L'objectiu de l'especificació AMBA és:
- Facilitar el desenvolupament correcte per primera vegada de productes de microcontroladors integrats amb una o més CPU, GPU o processadors de senyal,
- ser independent de la tecnologia, per permetre la reutilització de nuclis IP, perifèrics i macrocèl·lules del sistema en diversos processos IC,
- fomentar el disseny de sistemes modulars per millorar la independència del processador i el desenvolupament de perifèrics reutilitzables i biblioteques IP del sistema
- minimitzar la infraestructura de silici alhora que admet un alt rendiment i una comunicació en xip de baixa potència.